# اتورسرا (مقاطعة فومن)
اتورسرا (بالفارسية: اتورسرا) هي قرية تقع في غيلان في إيران. يقدر عدد سكانها بـ 179 نسمة بحسب إحصاء 2016.